# 江口慎一郎
江口　慎一郎は、福岡県みやま市出身の元アメリカンフットボール選手である。

## 来歴
1984年3月11日生まれ。西南学院大学を卒業後、2007年に兵庫県尼崎市に本拠地を置くアサヒ飲料チャレンジャーズに入団。2008年からOLとして選手登録。背番号は56番。2012年2月には他強豪チーム所属選手らとともにハワイで開催されたNFLリージョナルコンバインに挑戦した。
しかし出場機会に恵まれず2012年シーズンを最後に退団した。
2013年に千葉県八千代市に本拠地を置くIBMビッグブルーへ移籍。IBMではすぐにスターティングメンバーに定着。米国UCLA出身のQBケビン・クラフトや日本代表WR小川道洋らとともにライスボウル制覇を目指すが、ファーストステージ第2戦の相模原ライズ戦は21対24で敗退。第3戦の王者オービックシーガルズ戦ではハイスコアゲームの大接戦となったが41対42で敗退。結果、Xリーグセントラル地区のファーストステージで3勝2敗となり、地区3位相当でスーパー9に進出。スーパー9の初戦で パナソニック インパルスに敗れて計3敗となり、残す鹿島ディアーズ戦を待たずしてシーズン終了が確定。最終戦となった鹿島ディアーズ戦では7TD2FGを挙げる猛攻を見せ56対35で勝利。2013年は4勝3敗でシーズン終了。
2013年12月にアメリカ サウスカロライナ州で開催されたCDFL EURO AMERICAN CHALLENGE BOWLにヨーロッパ選抜の一員として合流。ヨーロッパ選抜には2014年にNFLのセントルイス・ラムズやクリーブランド・ブラウンズと契約するAbasi Salimuや、2015年にカロライナ・パンサーズのミニキャンプに招待されたKyle Nunnらがいた。アメリカ選抜を相手にセンターで先発出場し、ヨーロッパ選抜が1Qに7点先制するなど善戦したが7−24で敗退。帰国後に現役引退している。
2015年より関西大学第一高等学校のコーチを務めた。現在学習院大学アメリカンフットボール部のLINESコーチを務めている。